# Kungshamns socken
Kungshamns socken i Bohuslän ingick i Sotenäs härad och är sedan 1974 en del av Sotenäs kommun, från 2016 inom Kungshamns distrikt och Smögens distrikt.
Socknens areal är 3,21 kvadratkilometer, varav land 3,18. (Smögenområdet ej inräknat)  År 2000 fanns här 3 510 invånare. En del av tätorten Väjern samt tätorten Kungshamn med sockenkyrkan Kungshamns kyrka ligger i socknen. 

## Administrativ historik
Kungshamns församling utbröts 20 februari 1772 som kapellförsamling ur Askums församling.
Sockenstämmoprotokoll finns för åren 1793-1862. Kungshamns socken tillhörde Askums jordebokssocken.
Vid kommunreformen 1862 övergick socknens ansvar för de kyrkliga frågorna till Kungshamns församling och för de borgerliga frågorna bildades Kungshamns landskommun. 1924 utbröts Smögens landskommun och Smögens församling. Landskommunen inkorporerades 1952 i Södra Sotenäs landskommun som 1974 uppgick i Sotenäs kommun. Församlingen uppgick 2010 i Södra Sotenäs församling.
1 januari 2016 inrättades distrikten Kungshamn och Smögen, med samma omfattning som Kungshamns och Smögens församlingar hade 1999/2000 och fick 1924, och vari detta sockenområde ingår.
Socknen har tillhört län, fögderier, tingslag och domsagor enligt vad som beskrivs i artikeln Sotenäs härad.

## Geografi och natur
Kungshamns socken ligger på  sydvästligaste delen av Sotenäset och omfattar även några mindre öar och skär i Skagerack. Socknen är en bergig och skoglös kustbygd. De största öarna är Smögenön, Hasselön och Grindholmen.
Hållöarkipelagen är ett naturreservat som förvaltas av Västkuststiftelsen medan Sandön är ett naturvårdsområde som förvaltas av Sotenäs kommun.

## Fornlämningar
Några fornlämningar är ej kända.

## Befolkningsutveckling
Befolkningen ökade från 469 1810 till 2755 år 1900. Därefter minskade befolkningen till 2112 1910 för att sedan öka långsamt till 2750 1960. Därpå minskade befolkningen på nytt till 2006 1980 varpå den åter ökade till 3190 1990.

## Namnet
Namnet skrevs 1748 Kongs-Hamn och avsåg ett fiskeläge. Namnet kan syftat på att fiskeläget låg på kronans mark eller att där låg kronans tullstation.